# Schaueregg (Gemeinde Pinggau)
Schaueregg ist ein Dorf bzw. eine Ortschaft und eine Katastralgemeinde in der Marktgemeinde Pinggau in der Steiermark.

## Geografie
Der Ort liegt im obersten Tal der Pinka, etwa sechs Kilometer südöstlich des Hochwechsels und etwa acht Kilometer nördlich von Friedberg. Der Fluss Pinka entspringt auf dem Gebiet von Schaueregg.
Durch Schaueregg führt die Wechsel Straße B 54 (früher: Wechselbundesstraße). Im Nachbarort Tauchen befindet sich der Bahnhof Tauchen-Schaueregg an der Wechselbahn.

### Siedlungsstruktur
Ein Großteil des Siedlungsgebiets befindet sich auf 900 bis 1000 m ü. A. nahe der steirisch-niederösterreichischen Grenze auf den Ausläufern des Wechsels.
Der Hauptort ist eine locker bebaute Rodungssiedlung und weist einen hohen Anteil an Nebenwohnsitzen auf.
Die Ortschaft umfasst 147 Gebäude mit 278 Einwohnern und weiteren 95 Nebenwohnsitzfällen (Stand 2001).
Die gleichnamige Katastralgemeinde hat eine Fläche von 19,5 km², was ungefähr ein Drittel der Fläche der Marktgemeinde Pinggau darstellt. Sie erstreckt sich über 7,5 km nordwestwärts und umfasst das gesamte Quellgebiet der Pinka bis an den Niederwechsel (1669 m ü. A.) und das Quellgebiet des Alpenbachs, bis zum Hochkogel (1314 m ü. A.), dem südlichen Vorgipfel des Wechselmassivs gegen das Lafnitztal hin.
In höheren Lagen bestehen noch zwei weitere bewohnte Siedlungen: Tränktörl und Neue Glashütte mit dem gleichnamigen Forsthaus.
Die Alte Glashütte ist hingegen unbewohnt und abgetragen.
Zum Ortschaftsgebiet gehören auch die Einzellagen Pfeffergraben, Schwarzsagmeister, die geschlossenen Gasthöfe Fichtenhof und Tränktörlwirt, das Hallerhaus (1350 m ü. A.), sowie die Alm Thalberger Schwaig (mit der ortsüblichen Bezeichnung Schwaig). Die auf knapp 1180 m ü. A. gelegene Forsthütte Dürrnitz ist nicht bewohnt.
Über das gesamte Gebiet verstreut sind zahlreiche Wochenendhäuser, deren rasanter Verbreitung in der 2. Hälfte des 20. Jahrhunderts erst durch eine restriktive Raumordnung Einhalt geboten werden konnte.
Vereinzelte verfallene Gebäude und der Vulgonamen Schwarzsagmeister lassen auf ehemalige Kleinsägemühlen entlang der Pinka schließen.

### Nachbarorte und -katastralgemeinden
Ortschaften und Orte:
| Mariensee/Neuwald (Gem. Aspangberg-St. Peter, Bez. NK, NÖ) Tränktörl | Mönichkirchen (Gem., Bez. NK, NÖ)           |                                              |
| Neue Glashütte                                                       | Kompassrose, die auf Nachbargemeinden zeigt | Feldbauern (Gem. Mönichkirchen, Bez. NK, NÖ) |
|                                                                      | Rosenbichl/ Baumgarten                      | Steirisch-Tauchen/Tauchen, NÖ                |

An die Katastralgemeinde Schaueregg grenzen im Nordwesten und Norden die Katastralgemeinde Mariensee (Gem. Aspangberg-St. Peter), im Nordosten und Osten Mönichkirchen, im Südosten Wiesenhöf, im Süden Baumgarten, im Südwesten Hohenau (Gem. Dechantskirchen) und auf einem kurzen Stück St. Lorenzen a. W. und im Westen Köppel (beide Gem. St. Lorenzen a. W.).

## Kultur und Sehenswürdigkeiten
Im Ortszentrum steht eine 1948 errichtete Kapelle der Pfarrgemeinde Pinggau und auf der Thalberger Schwaig befindet sich die Prinz-Bourbon-Parma-Gruftkapelle, Grabstätte eines derer von Bourbon-Parma.

### Vereine und Organisationen
- Freiwillige Feuerwehr Schaueregg mit derzeit etwa 50 Mitgliedern, 1892 gegründet
- Fremdenverkehrsverein Schaueregg
- Ortsverschönerungsverein

### Sport und Freizeit
Durch die Katastralgemeinde Schaueregg führen zahlreiche Wanderwege, darunter der Ostösterreichische Grenzlandweg. Das auf der Mönichkirchner Schwaig auf 1350 m ü. A. gelegene Hallerhaus am Wechsel, ein von der Alpinen Gesellschaft D'Haller (Die Haller) zwischen 1907 und 1910 errichtetes Gebäude, ist eine bewirtschaftete Schutzhütte. Rund um das so genannte Norwegerhaus (Norge-Universitätshütte) konnte sich der Mountainbike-Sport etablieren.